# Землетрус і цунамі в Сулавесі (2018)
Землетрус і цунамі в Сулавесі

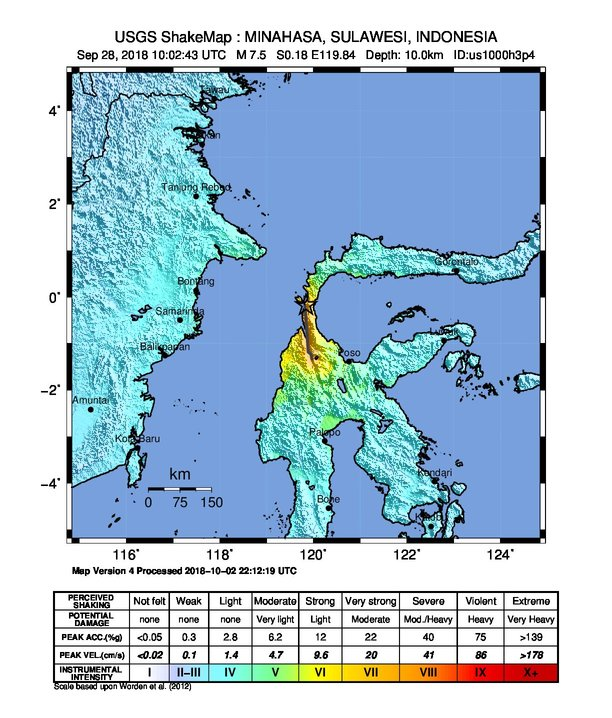
Землетрус в Сулавесі

Землетрус в Сулавесі

Землетрус магнітудою 7,4-7,5 відбувся 28 вересня 2018 року на острові Сулавесі в  Тихому океані в  Індонезії. Щонайменше 1424 людей загинули, а 2549 осіб отримали поранення — головним чином, в результаті цунамі, викликаного підземними поштовхами та імовірно, підводним зсувом ґрунту.

## Опис
Епіцентр землетрусу був розташований біля основи півострова Мінахаса приблизно в 78 км від міста  Палу, адміністративного центру провінції Центральний Сулавесі, на глибині 10 км. Поштовхи відчувалися практично на всьому острові Сулавесі, а також в індонезійській провінції Східний Калімантан і в  східномалазійському штаті Сабах. Цунамі заввишки від 4 до 7 метрів обрушилися на місто Палу, а також на деякі прибережні населені пункти, що відносяться до провінцій Центральний Сулавесі і Західний Сулавесі. Щонайменше 1400 людей загинуло. Велика частина жертв припала на Палу, в прибережних районах якого було особливо людно через масштабний етнокультурний фестиваль.